# Do nieba wzięci
Do nieba wzięci – pierwszy singel zespołu Pidżama Porno promujący płytę Styropian. Singiel został wydany w ograniczonym nakładzie (każdy egzemplarz jest numerowany) przez S.P. Records w 1998 roku (S.P. MAX 05/98) w „opakowaniu przyjaznym ziemi”, czyli kartonowym. Singiel zawiera 4 utwory. Utwór nr 2 Gdy zostajesz u mnie na noc został zadedykowany zespołowi Bielizna.

## Lista utworów
1. Do nieba wzięci – 4:16
2. Gdy zostajesz u mnie na noc – 4:40
3. Wieczność – wersja instrumentalna – 3:35
4. Antifa – remix – 1:05